# Reconstruction Finance Corporation
Die Reconstruction Finance Corporation (RFC) war eine unabhängige Regierungsbehörde in den Vereinigten Staaten, die 1932 während der Präsidentschaft von Herbert C. Hoover entstand. Ihre Aufgabe war die finanzielle Unterstützung von Banken und anderen privaten Unternehmen während der Zeit der Great Depression.

## Geschichte
Die Tätigkeit der RFC umfasste vor allem die Vergabe von Darlehen, wofür sie mit 500 Millionen US-Dollar Kapital ausgestattet wurde. Darüber hinaus erhielt sie die Möglichkeit, sich bei Bedarf weitere 1,5 Milliarden US-Dollar zu leihen; dieser Betrag wurde später auf 10,5 Milliarden US-Dollar erhöht. Obwohl für die Unterstützung von Bahngesellschaften die Railroad Credit Corporation zuständig war, vergab die RFC auch Darlehen an Eisenbahnunternehmen, da viele Banken in Wertpapiere dieser Unternehmen investiert hatten und ein Zusammenbruch der Bahngesellschaften damit die Banken gefährdet hätte. Darüber hinaus kaufte sie nach Verabschiedung des Emergency Banking Act im Jahr 1933 zur Unterstützung der Banken auch deren Vorzugsaktien und Anleihen auf. Mitte der 1930er Jahre besaß die RFC Anteile an rund 6000 amerikanischen Banken.
Die Reconstruction Finance Corporation, deren Aktivitäten unter Präsident Franklin D. Roosevelt ausgeweitet wurden, entwickelte sich zur wichtigsten Institution im Rahmen der staatlichen Maßnahmen des New Deal. Als Direktor der RFC fungierte von 1933 bis 1939 Jesse H. Jones, der anschließend bis 1945 Handelsminister der Vereinigten Staaten war. Während des Zweiten Weltkrieges stieg die Summe der durch die RFC pro Jahr vergebenen Darlehen deutlich an und erreichte 1943 mit sechs Milliarden US-Dollar ihren Höchstwert. Die RFC wurde 1953 durch ein vom Kongress verabschiedetes Gesetz aufgelöst, ihre geschäftlichen Zuständigkeiten wurden mit Wirkung vom 1. Juni 1954 an das Finanzministerium übertragen.